# جروم ایگینلا
جروم ایگینلا (انگلیسی: Jarome Iginla؛ زادهٔ ۱ ژوئیهٔ ۱۹۷۷) بازیکن هاکی روی یخ اهل کانادا است.
از باشگاه‌هایی که در آن بازی کرده‌است می‌توان به کلگری فلیمس اشاره کرد.